# Obwód Kozienice Armii Krajowej
Obwód Kozienice – jednostka terytorialna Związku Walki Zbrojnej, a następnie Armii Krajowej.
Operowała na terenie powiatu Kozienice i nosiła kryptonimy „Puszcza” „Krzaki” „Jeżyny” „Bławatek” „Ludwik”.
Wraz z Obwodem Radom wchodził w skład Inspektoratu A Radom Okręgu Radom-Kielce ZWZ-AK („Jodła”).
Wszystkie placówki na terenie Obwodu posiadały własne grupy dywersyjne i patrole likwidacyjne. 31 grudnia 1943 Obwód Kozienice miał zorganizowanych 96 plutonów i liczył 6120 żołnierzy.

## Komendanci
Komendantami Obwodu Kozienice ZWZ-AK byli:
- kpt. Roman Bielawski ps. „Adam” 15 stycznia 1940 – 12 lipca 1942 (rozstrzelany);
- kpt. Józef Pawlak ps. „Bartosz”, „Brzoza” 12 lipca 1942 – 22 sierpnia 1944;
- mjr Władysław Komórek ps. „Lucjan” 22 sierpnia 1944 – styczeń 1945.

Zastępcami komendanta Obwodu Kozienice ZWZ-AK byli:
- kpt. Józef Pawlak ps. „Bartosz”, „Brzoza” 15 stycznia 1940 – 12 lipca 1942
- kpt. Władysław Komórek ps. „Lucjan" 12 lipca 1942 – sierpień 1944
- por. Jan Tabeau wrzesień 1944 – styczeń 1945

## Struktura
- Referat I (Organizacyjny)
  - por. Łukasz Kumor ps. „Łukasz” 15 stycznia 1940 – 22 lipca 1942
  - ppor. Stanisław Rojek ps. „Andrzej” sierpień 1942 – 17 maja 1944
  - por. Władysław Molenda ps. „Grab”
- Referat II (Wywiad)
  - ppor. Stanisław Ruman ps. „Staszek” 15 stycznia 1940 – 22 lipca 1942
  - ppor. Jerzy Dąbkowski ps. „Longin” 22 lipca 1942 – sierpień 1943
  - Mirosław Kowalski ps. „Oskard”
- Referat III (Operacyjno-Szkoleniowy)
  - kpt. Józef Pawlak ps. „Bartosz”, „Brzoza” 15 stycznia 1940 – 12 lipca 1942
  - kpt. Władysław Komórek ps. „Lucjan” 12 lipca 1942 – sierpień 1944
  - por. Jan Tabeau wrzesień 1944 – styczeń 1945
- Referat IV (Kwatermistrzostwo)
  - p.o. por. Czesław Sudlitz ps. „Hofman”, „Paw” 1940 – 1942
  - Stanisław Morawiecki ps. „Sosna” lipiec 1942 – styczeń 1945
- Referat V i VI (Łączność i BIP)
  - ppor. Stanisław Jańczak ps. „Józef” 15 stycznia 1940 – 2 lipca 1942
  - pchor. Antoni Szewczyk ps. „Wiesław” lipiec 1942 – styczeń 1945
- Kedyw
  - pchor. Jan Molenda ps. „Sewer” 15 stycznia 1940 – 12 lipca 1942 (rozstrzelany)
  - ppor. Jerzy Dąbkowski ps. „Longin” lipiec 1942 – ??
  - por. Władysław Molenda ps. „Grab” 1 maja 1944 – styczeń 1945
- Referat Lotniczy
  - st. sierż. pil. Władysław Węgrzynek styczeń 1940 – styczeń 1945
- Referat Przerzutów Powietrznych
  - ppor. Ignacy Pisarski ps. „Maria” 1943 – 1 kwietnia 1944
  - pchor. Zygmunt Bogacz ps. „Maruda” kwiecień 1944 – styczeń 1945
- Referat Wojskowej Służby Kobiet (WSK)
  - b.d.
- Referat Wojskowej Służby Ochrony Powstania (WSOP)
  - Stanisław Borowiecki ps. „Rachuj”
- oficer Obwodu ds. artylerii
  - kpt. Władysław Szymański ps. „Korwin” 15 stycznia 1940 – 19 czerwca 1944 (rozstrzelany)
- oficer Obwodu ds. saperów
  - ppor. Zygmunt Czyż ps. „Skiba” 15 stycznia 1940 – lipiec 1942
  - por. NN ps. „Deska” lipiec 1942 – styczeń 1945
- oficer Obwodu ds. zleceń
  - por. Julian Szczuka „Zenon”

## Podobwody (rejony)
Obwód Kozienice AK liczył 5 podobwodów (rejonów):
- Podobwód I „Południe” (Puławy, Góra Puławska) – zlikwidowany w lipcu 1942 albo październiku 1943
  - komendant por. Jan Zawadzki ps. „Gerwazy” do lipca 1942
    - Placówka nr 1
    - Placówka nr 2 (Góra Puławska)
    - Placówka nr 3
    - Placówka nr 4
    - Placówka nr 5
- Podobwód IA – powołany po likwidacji Rejonu I w 1942 albo 1943
- Podobwód II „Wschód” (Gniewoszów, Sieciechów)
  - komendant kpt. Franciszek Polkowski ps. „Grab”, „Jastrząb” styczeń 1940 – 20 lipca 1942
  - komendant ppor. Franciszek Rechowicz ps. „Styr” lipiec 1942 – styczeń 1945
    - Placówka nr 6
    - Placówka nr 7 (Sieciechów) – ppor. Franciszek Rechowicz ps. „Styr” lipiec 1942 – styczeń 1945
    - Placówka nr 8
    - Placówka nr 9
    - Placówka nr 10
- Podobwód III „Zachód” (Mąkosy)
  - komendant – inż. Czesław Sudlitz ps. „Hofman”, „Paw”
    - Placówka nr 11
    - Placówka nr 12
    - Placówka nr 13
    - Placówka nr 14 (Brzeźnica) – pchor. Bolesław Krakowiak ps. „Bilof” styczeń 1940 – czerwiec 1942
    - Placówka nr 15
- Podobwód IV „Centrum” (Pionki, Garbatka)
  - komendant ppor. Zygmunt Czyż ps. „Skiba”
  - komendant por. Stanisław Grabowski ps. „Bonifacy”
    - Placówka nr 21
    - Placówka nr 22
    - Placówka nr 23
    - Placówka nr 24
    - Placówka nr 25
- Podobwód V „Północ” (Głowaczów, Grabów nad Pilicą, Magnuszew)
  - komendant Stefan Mika ps. „Bażant” (od stycznia 1940 do czerwca 1942; potem przeniesiony do dyspozycji obwodu)
  - komendant kpt. Roman Siwek ps. „Helena” (od lipca 1942 do 1944; zginął podczas Akcji Burza)
  - p.o. komendanta Stefan Banaszkiewicz (przejął obowiązki po śmierci „Heleny” do stycznia 1945; wcześniej z-ca komendanta)
  - komendant mjr Władysław Komórek ps. „Lucjan”
    - Placówka nr 16
    - Placówka nr 17
    - Placówka nr 18 (Głowaczów)
    - Placówka nr 19
    - Placówka nr 20 (Magnuszew, Trzebień)
    - Placówka Brzóza